# Инстинкт (телесериал)
«Инсти́нкт» (англ. Instinct) — американский детективный телесериал, премьера которого состоялась 18 марта 2018 года на телеканале CBS. Сериал основан на романе «Убийственные игры» Джеймса Паттерсона.
12 мая 2018 года CBS продлил сериал на второй сезон. Премьера второго сезона должна была состояться 16 июня 2019 года, но позже ее перенесли на 30 июня 2019 года.
17 августа 2019 года канал CBS закрыл телесериал после двух сезонов.

## Сюжет
Бывший агент ЦРУ Дилан Рейнхарт (Камминг), ставший профессором и писателем, соглашается помочь департаменту полиции Нью-Йорка поймать серийного убийцу.

## В ролях

### Основной состав
- Алан Камминг — профессор Дилан Рейнхарт
- Бояна Новакович — детектив Лиззи Нидам
- Дэниел Ингс — Энди
- Навин Эндрюс — Джулиан Казинс
- Шарон Лил — лейтенант Жасмин Гуден

### Второстепенный состав
- Вупи Голдберг — Джоан Росс

## Обзор сезонов
| Сезон | Сезон | Эпизоды | Дата показа   | Дата показа     | Рейтинг Нильсона | Рейтинг Нильсона       |
| Сезон | Сезон | Эпизоды | Премьера      | Финал           | Ранк             | Зрители США (миллионы) |
| ----- | ----- | ------- | ------------- | --------------- | ---------------- | ---------------------- |
|       | 1     | 13      | 18 марта 2018 | 1 июля 2018     |                  |                        |
|       | 2     | 11      | 30 июня 2019  | 25 августа 2019 |                  |                        |

## Список эпизодов

### Сезон 1 (2018)
| № общий | № в сезоне | Название                                  | Режиссёр          | Автор сценария                  | Дата премьеры  | Произв. код | Зрители в США (млн) |
| ------- | ---------- | ----------------------------------------- | ----------------- | ------------------------------- | -------------- | ----------- | ------------------- |
| 1       | 1          | «Pilot» «Пилот»                           | Марк Уэбб         | Майкл Ройч                      | 18 марта 2018  | 101         | 9.05                |
| 2       | 2          | «Wild Game» «Дикие игры»                  | Дуглас Арниокоски | Кэрол Флинт & Констанс М. Бёрдж | 25 марта 2018  | 102         | 10.16               |
| 3       | 3          | «Secrets and Lies» «Секреты и ложь»       | Питер Уэрнер      | Кристофер Амброзе               | 1 апреля 2018  | 103         | 6.61                |
| 4       | 4          | «I Heart New York» «Я сердце Нью-Йорка»   | Константин Макрис | Майкл Ройч                      | 8 апреля 2018  | 104         | 8.12                |
| 5       | 5          | «Heartless» «Бессердечный»                | Дон Скардино      | Майкл Ройч                      | 22 апреля 2018 | 105         | 7.11                |
| 6       | 6          | «Flat Line» «Плоская линия»               | Неизвестно        | Неизвестно                      | 29 апреля 2018 | 106         | 7.01                |
| 7       | 7          | «Owned» «Владеть»                         | Неизвестно        | Неизвестно                      | 6 мая 2018     | 107         | 6.96                |
| 8       | 8          | «Long Shot» «Длинный выстрел»             | Неизвестно        | Неизвестно                      | 27 мая 2018    | 108         | 5.16                |
| 9       | 9          | «Bad Actors» «Плохой актер»               | Неизвестно        | Неизвестно                      | 27 мая 2018    | 109         | 4.68                |
| 10      | 10         | «Bye Bye Birdie» «Прощай пташка»          | Неизвестно        | Неизвестно                      | 3 июня 2018    | 110         | 6.37                |
| 11      | 11         | «Blast from the Past» «Взрыв из прошлого» | Неизвестно        | Неизвестно                      | 17 июня 2018   | 111         | 5.27                |
| 12      | 12         | «Live» «Жить»                             | Неизвестно        | Неизвестно                      | 24 июня 2018   | 112         | 5.63                |
| 13      | 13         | «Tribal» «Племенной»                      | Неизвестно        | Неизвестно                      | 1 июля 2018    | 113         | 4.51                |

### Сезон 2 (2019)
| № общий | № в сезоне | Название                                    | Режиссёр           | Автор сценария                      | Дата премьеры   | Произв. код | Зрители в США (млн) |
| ------- | ---------- | ------------------------------------------- | ------------------ | ----------------------------------- | --------------- | ----------- | ------------------- |
| 14      | 1          | «Stay Gold» «Останься золотым»              | Стивен Серджик     | Майкл Ройч                          | 30 июня 2019    | 201         | 3.59                |
| 15      | 2          | «Broken Record» «Побитый рекорд»            | Алекс Пилай        | Кит Фоглсонг                        | 7 июля 2019     | 202         | 3.38                |
| 16      | 3          | «Finders Keepers» «Кто нашёл, берёт себе»   | Ли Роуз            | Кэрол Флинт                         | 14 июля 2019    | 203         | 3.56                |
| 17      | 4          | «Big Splash» «Большой всплеск»              | Джон Беринг        | Марк Дюбэ                           | 21 июля 2019    | 204         | 3.27                |
| 18      | 5          | «Ancient History» «Древняя история»         | Рэндолл Зиск       | Констанс М. Бёрдж & Джилл Аббинанти | 28 июля 2019    | 205         | 3.35                |
| 19      | 6          | «One-of-a-Kind» «Единственный в своем роде» | Дженис Кук-Леонард | Майкл Балин & Томас Агилар          | 4 августа 2019  | 206         | 3.11                |
| 20      | 7          | «After Hours» «После работы»                | Джо Коллинз        | Эрика Салех                         | 11 августа 2019 | 207         | 3.50                |
| 21      | 8          | «Go Figure» «Иди разберись»                 | Чери Ноулан        | Энтони Джонсон                      | 11 августа 2019 | 208         | 3.39                |
| 22      | 9          | «Manhunt» «Преследование»                   | Константин Макрис  | Джон Кокрелл                        | 18 августа 2019 | 209         | 3.47                |
| 23      | 10         | «Trust Issues» «Проблемы с доверием»        | Ли Роуз            | Кэрол Флинт & Констанс М. Бёрдж     | 18 августа 2019 | 210         | 3.09                |
| 24      | 11         | «Grey Matter» «Серое вещество»              | Майкл Ройч         | Майкл Ройч                          | 25 августа 2019 | 211         | 3.43                |

## Производство

### Разработка
Сериал был официально заказан телеканалом CBS 23 января 2017 года.

### Кастинг
8 февраля 2017 года Алан Камминг был утверждён на ведущую роль Дилана Рейнхарта. Бояна Новакович получила роль Лиззи 18 февраля 2017 года. 23 февраля 2017 года Дэниел Ингс получил роль Энди, а Навин Эндрюс — Джулиана. Шарон Лил присоединилась к актёрскому составу 22 июня 2017 года.

## Отзывы критиков
На сайте-агрегаторе Rotten Tomatoes сериал держит 60% «свежести», что основано на 20-ти отзывах критиков со средним рейтингом 5,36/10. На Metacritic сериал получил 53 балла из ста, что основано на 12-ти «смешанных и средних» рецензиях. Инстинкт - 2-й сезон По роману Джеймса Паттерсона «Доктор Смерть» Дилан Рейнхарт.